# Colla

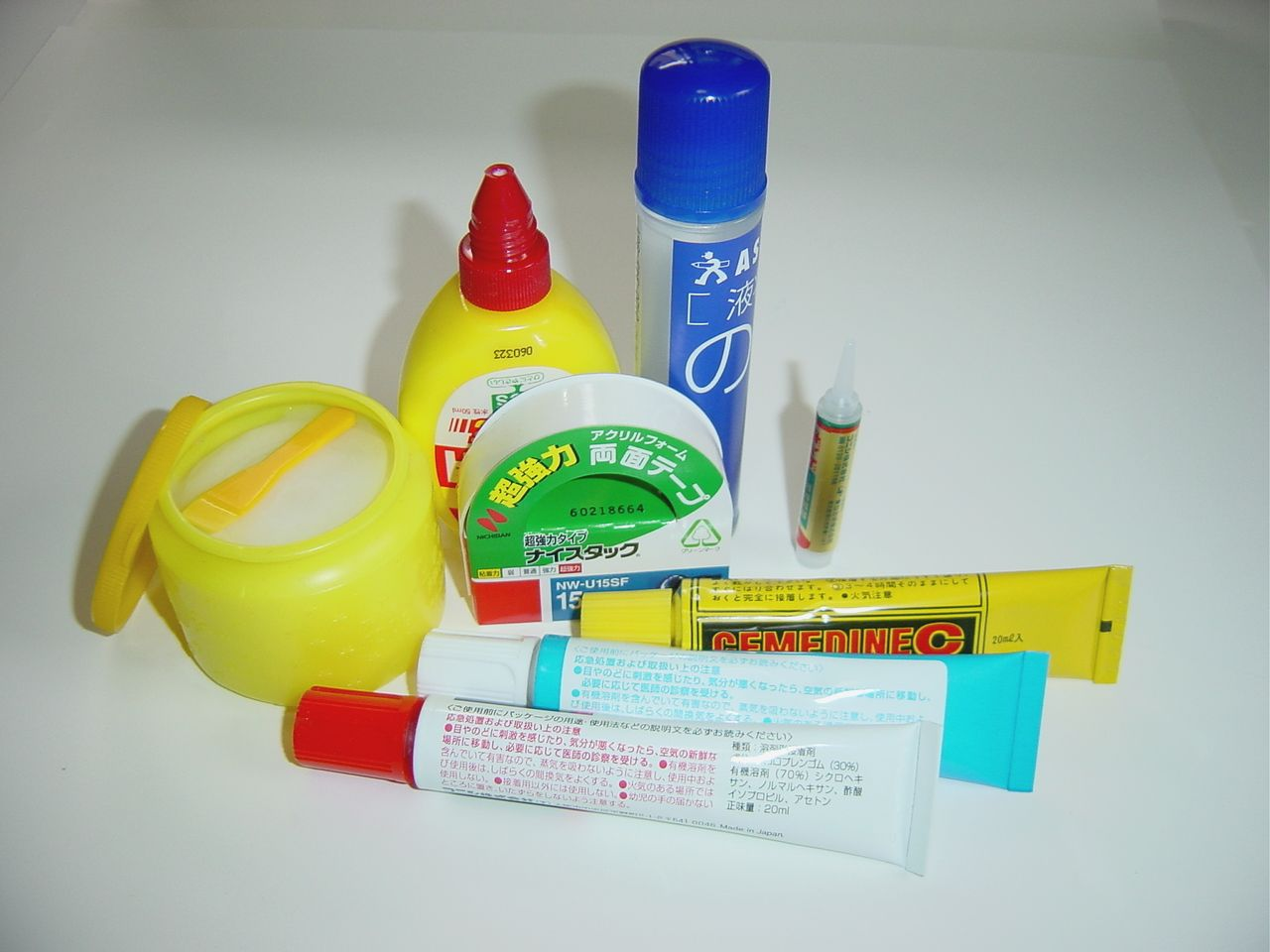
Vari tipi di colla idrica.

Una colla è una soluzione acquosa di adesivi. Può essere animale o vegetale. Tradizionalmente gli adesivi a base di sostanze organiche vengono chiamati 'colle', tra cui le colle glutiniche ottenute da pelli e ossa (per esempio colla di pesce), e le colle alla caseina a base di proteine del latte. La destrina derivata dall’amido (gomma di amido, maltodestrina) è commercializzata come “colla vegetale”.
Le colle vengono spesso denominate in base all'uso previsto, ad esempio colla per legno, colla per carta o colla per carta da parati. La colla glutinica viene utilizzata come adesivo soprattutto per la costruzione di mobili e strumenti musicali, tavoli da gioco e prodotti di carta. Un vantaggio per i restauri è che la colla glutinica può essere sciolta mediante riscaldamento e umidità, ovvero è reversibile. La colla glutinica diventa impermeabile se miscelata con la caseina. Le colle alla caseina sono altamente solubili in acqua e vengono tradizionalmente utilizzate per incollare etichette di bottiglie e altri prodotti di carta.
Le colle offrono meno adesione, resistenza al calore e all'acqua rispetto agli adesivi petrolchimici. Tuttavia, per alcune applicazioni, come la realizzazione di strumenti musicali, le colle non hanno mai perso la loro importanza. Oggi le colle stanno riscontrando un rinnovato interesse come "bioadesivi".